# Église Saint-Jean-de-Kenty de Chicago
L'église Saint-Jean-de-Kenty (anglais : St. John Cantius Church) est une église paroissiale catholique située à Chicago, dans l'État de l'Illinois aux États-Unis. Elle est dédiée à un saint polonais, Jean de Kenty. Elle dépend de l'archidiocèse de Chicago. Elle est réputée pour la qualité de ses liturgies en latin et desservie par les chanoines réguliers de Saint-Jean-de-Kenty. L'église est localisée au 825 North Carpenter dans le secteur de West Town.

## Historique

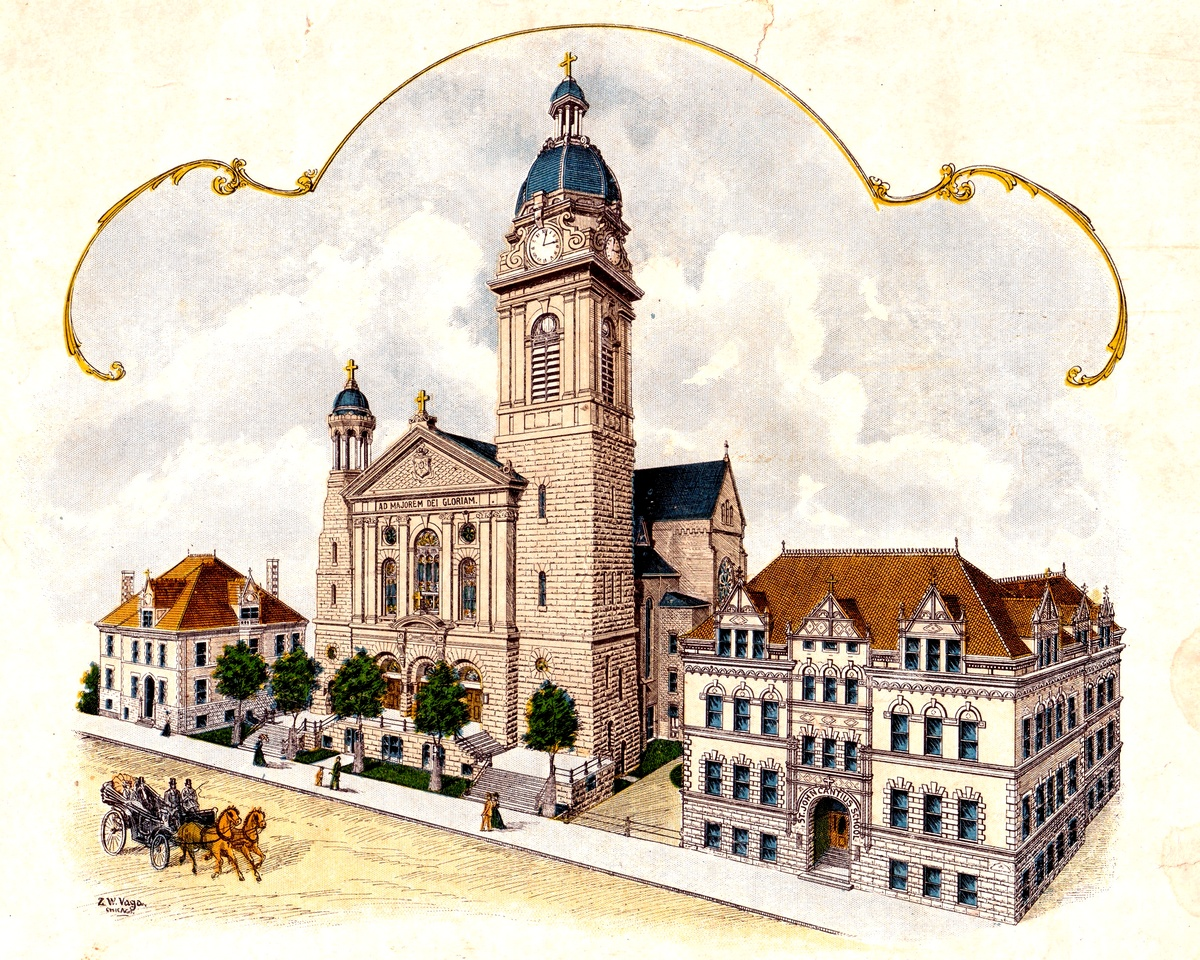
Carte postale ancienne de 1909 montrant l'église, la cure et l'école paroissiale.

L'arrivée régulière d'immigrés polonais à Chicago dans ce qu'ils appellent la « Wygnana Polska » nécessite la fondation de nouvelles paroisses catholiques dont celle-ci. C'est en 1892 qu'un groupe de Polonais demande au curé de l'église Saint-Stanislas-Kostka, une nouvelle église. L'abbé Vincent Barzyński de la congrégation de la Résurrection fait l'acquisition de parcelles entre les rues Fry et Carpenter pour la somme de 75 000 dollars.
Les plans sont dessinés par Adolphus Druiding, tandis que les travaux démarrent en 1893. La première pierre est bénite en juillet 1893 devant cinquante mille personnes. une première messe de veillée de Noël est célébrée dans les fondations. L'église est construite en style néo-renaissance avec un intérieur particulièrement riche.
L'église est consacrée le 11 décembre 1898 par Mgr Feehan. En 1918, la paroisse dénombrait un record de 23 000 paroissiens et 2 500 enfants scolarisés à l'école paroissiale. La paroisse  a pu préserver son caractère polonais pendant quelques décennies, mais la construction de la voie express Kennedy (Kennedy Expressway) qui coupe le quartier du cœur de la petite Pologne de Chicago provoque le déclin de la paroisse, car un grand nombre de paroissiens sont obligés de déménager. Dans les années 1960-1970, le processus de déclin des quartiers environnants s'accélère, ainsi que la crise de l'Église qui aboutit à une baisse de la pratique religieuse. Un nouveau curé, l'abbé Frank Phillips, C.R., redonne un certain élan à la paroisse dans les années 1980 et arrive à restaurer l'église grâce à des soutiens financiers. En 1998, il fonde avec l'accord du cardinal George, O.M.I., une nouvelle communauté religieuse masculine, les chanoines réguliers de Saint-Jean-de-Kenty, qui dessert aujourd'hui la paroisse et ses œuvres missionnaires.
Un certain embourgeoisement des quartiers environnants a ces dernières années modifié la population de la paroisse, avec des habitants de maisons anciennes rénovées et de lofts luxueux.
Aujourd'hui la paroisse est connue comme un foyer de la renaissance de la liturgie latine et de pratiques dévotionnelles tombées en désuétude après le concile Vatican II et la crise des années 1970-1980. La paroisse dispose de huit chorales et propose un grand programme de concerts sacrés, en plus des messes.
La paroisse a reçu la visite en mars 1989 de Tadeusz Mazowiecki, Premier ministre de la nouvelle Pologne, et en 1998 de Mgr Glemp, primat de Pologne, venu célébrer la messe et bénir la nouvelle coupole de cuivre.
L'école paroissiale a fermé. Ses bâtiments abritent désormais la Chicago Academy for the Arts.

## Architecture

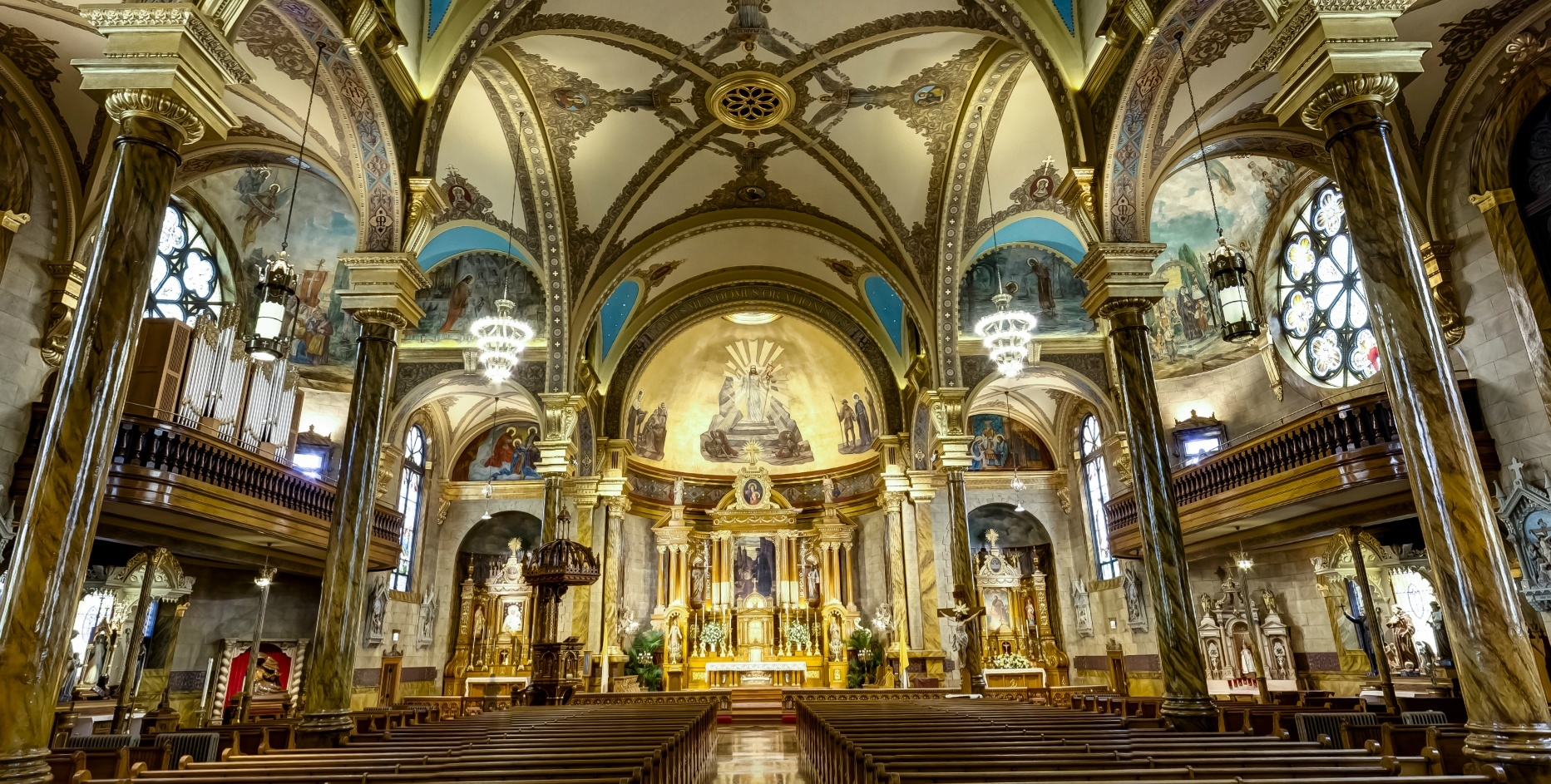
Intérieur de l'église.